# Illa Blanca
L'illa Blanca (en rus: Белый остров, Beli óstrov) és una illa de Rússia situada al cercle polar àrtic, banyada per la mar de Kara i separada de la península de Iamal per l'estret de Maliguin.
Se situa d'altra banda a 82 quilòmetres a l'oest de l'illa Xokalski i a 122 quilòmetres a l'oest-sud-oest de l'illa Vilkitski.
Administrativament forma part de Iamàlia (districte autònom constituint la part nord de l'oblast de Tiumén). Actualment no és poblada, però conserva l'estació àrtica hidrometereològica Popov.
A causa de la proximitat de l'illa amb la ruta marítima del Nord, l'illa Blanca és envoltada d'una xarxa de boies, de balises ràdios i de fars.

## Geografia
L'illa està separada de la península de Iamal per l'estret de Maliguin, d'entre 8 a 10 quilòmetres d'amplitud, i el qual resta congelat gairebé tot l'any. La superfície és plana, pujant progressivament cap al sud, i en alguns indrets hi ha penya-segats de fins a 6 metres d'alçada. Posseeix molts pantans, llacs termocàrstics i rius.
Té una superfície de 1.810 km² i mesura aproximadament 50 quilòmetres per 50 quilòmetres. El seu punt més alt arriba als 12 m per sobre del nivell del mar.
El sòl està format d'argila i sorra congelades pel permafrost a una profunditat de 50 a 60 centímetres. La superfície està coberta de vegetació pròpia de la tundra: herbes de tundra, amb abundància de molses i salzes nans.
A la part oriental de l'illa Blanca es troba l'illa de Bezimianni, de 10 quilòmetres de llarg. Les petites illes de Tabango i Tiubtsiango es troben a 20 km al cantó sud-est de l'illa Blanca.

## Clima
Durant l'estació «suau», és a dir a l'estiu, l'abundant presència d'aiguamolls i fonts d'aigua afavoreix la presència de mosquits. La temperatura de l'aire varia entre –0,3 a 1,9 °C entre maig i setembre, i entre 4,1 i 5,3 al juliol i agost. El vent ve generalment del nord-est i la pluviometria és superior a 20 o 30.

## Història
Poc abans de la Segona Guerra Mundial, expedicions de científics alemanys sobre l'illa, sota el pretext de portar a terme recerques científiques meteorològiques, van preparar l'operació Wunderland. A la nit del 12 al 13 d'agost de 1944 el submarí alemany U-365 va torpedejar el vaixell civil rus Marina Raskova a aproximadament 60 milles de l'illa. Com a resultat de l'atac, 373 dels 632 passatgers a bord van morir. Els dos dragamines T-114 i T-118, que tenien per missió protegir el vaixell, foren igualment enfonsats. Vint mariners del T-114 foren enterrats a una fossa comuna a l'illa Blanca. Durant el període soviètic, soldats de la Flota del Nord russa foren estacionats a l'illa, però als anys 1990 la van abandonar. En temps de l'URSS, l'illa rebia investigadors, però la seva presència ha minvat amb el pas dels anys. Actualment, doncs, a l'illa només hi restaria la presència dels Nenets nòmades, amb estàncies temporals.